# Leo IV (påve)
Leo IV, född omkring 790 i Rom, död 17 juli 855 i Rom, var påve från den 10 april 847 till sin död, 17 juli 855. Han vördas som helgon i Katolska kyrkan, med festdag 17 juli.

## Biografi
Leo var romare och son till en man vid namn Radoald. Han blev i unga år benediktinermunk i klostret vid San Martino al Vaticano nära Peterskyrkan, där han också fick sin utbildning. Gregorius IV uppmärksammade hans fromhet, och vigde honom till subdiakon, och Sergius II utnämnde honom senare till kardinalpräst av Santi Quattro Coronati. När Sergius dog valdes Leo enhälligt till påve. Påvevalet företogs under en attack från saracenerna mot Rom, och därför kröntes Leo utan att invänta godkännande från kejsaren, den 10 april 847.
Leos första uppdrag var att försvara Rom mot saracenerna och restaurera staden efter deras anfall, som inletts redan år 846. Han lät stärka och bygga till stadsmurarna med ekonomisk hjälp av kejsare Lothar I och uppbackning från hertigdömet Roms jordbrukskolonier (domus cultae), och Leo tillskrivs därigenom äran att ha rest murarna runt Vatikanen. 849 organiserade han Neapels, Amalfis och Gaetas flottor som slog muslimerna utanför Ostia. Han lät återuppbygga hamnstaden Centumcellae (Civitavecchia) och döpte då om den till Leopolis. År 852 var befästningarna färdiga, och påven välsignade då staden under en stor högtid.
Sedan Rom var färdigt, gav han i uppdrag åt dem som drivits i flykt från saracenerna att bygga befästningar i Portus och andra närbelägna städer.
Utåt såg det ut som om han böjde sig för de frankiska kejsarnas vilja då han ofta bad om deras godkännande i rutinärenden men ofta rådde ett spänt läge mellan Leo och kejsarna. En av Leos förtrogna, magister militum Daniel, svek honom och förde fram falska anklagelser till den frankiske kejsaren att Leo hade för avsikt att bryta banden med frankerna och ingå förening med bysantinska riket istället. Detta gjorde Daniel trots att Leo var öppet motståndare till patriarken av Konstantinopel. Sedan Leo lyckats bevisa sin oskuld, dömde han Daniel till döden, men avrättningen verkställdes inte tack vare kejsarens ingripande. 
Han lät ogiltigförklara resultatet av kyrkomötet i Soissons som varit ett led i Lothar I:s maktkamp med sin far. Leo var mycket aktiv när det gällde kyrkans inre organisation, satte personer inom kyrkan på plats och genomförde reformer när det behövdes. Han ökade snabbt påvedömets status för sina gärningar, och under Leos tid stärkes påvens auktoritet, bland annat till följd av en synod i Rom år 853 då han utfärdade flera edikt om kyrkotukt och ecklesiastikal utbildning. På grund av en tvist mellan ärkebiskop Johannes av Ravenna och Heliga stolen företog han en resa dit, då han tvingade ärkebiskopen att acceptera den kanoniska rätten. 
Han lät återställda och återuppbyggda många kyrkor i Rom som förstörts av saracenernas räder, däribland Peterskyrkan, Lateranpalatset, Santa Maria Nova, Santi Quattro Coronati, angelsachsernas Borgo, och många andra byggnader restaurerade eller uppförde han för att återställa staden.
Leo är begravd i Peterskyrkan. Både hans biograf och patriarken Fotios I av Konstantinopel uppger att han utförde mirakler. Han är helgon i Katolska kyrkan.